# Tzamandos
Tzamandos (en grec : Τζαμανδός) est une forteresse médiévale d'Anatolie, située près de l'actuelle Pınarbaşı. Elle est fondée en 908 par le général byzantin d'origine arménienne Mélias. Elle devient alors le centre d'une kleisoura et reste une localité mineure jusqu'au début de l'Empire ottoman.

## Histoire

Carte des principales positions de la frontière arabo-byzantine, faisant figurer Tzamandos plus ou moins au centre.

Tzamandos est bâtie par le général byzantin Mélias, alors en train de consolider la frontière byzantine, aux dépens des Abbassides. La frontière se structure alors autour de kleisoura, des districts fortifiés qui défendent les passes montagneuses. En l'occurrence, le fort de Tzamandos protège toute la vallée du Zamantı, jusqu'à Hanköy. Il défend aussi plus largement le thème de Lykandos, créé en 914 grâce aux récentes conquêtes byzantines. Le fort est également une ville et un évêché, peuplée principalement d'Arméniens et de Syriens, ce qui explique la création d'un évêché syriaque orthodoxe, celui de Simandu, actif entre 955 et 1180. Tzamandos est notamment impliquée comme base de soutien de Bardas Sklèros quand celui-ci se révolte en 976.
En 1022, la kleisoura de Tzamandos est confiée à Davit, le fils de Sénéqérim-Hovhannès de Vaspourakan, qui reçoit la région de Sébastée, Larissa et Abara. Tzamandos est ensuite donnée en propriétée à Gagik II d'Arménie, quand il est contraint d'abdiquer et de céder la région d'Ani à l'Empire byzantin en 1065. Du fait de cette présence arménienne, le Catholicos d'Arménie y établit son siège entre 1065 et 1069, quand il se déplace à Tablur. Entre 1068 et 1070, Tzamandos subit les premiers raids des Seldjoukides. À la mort de Gagik, la ville est gouvernée par sa fille, Marie, probablement jusqu'en 1085.
La conquête turque de l'Anatolie entraîne des bouleversements profonds. La cité de Tzamandos, désormais appelée Zamandü, aurait été incluse dans la principauté des Danichmendides, dans les années qui suivent la bataille de Mantzikert en 1071. Vers 1143/1144, le territoire danichmendide éclate et la cité de Tzamandos, avec d'autres, serait devenue le fief de Dhu'l-Nun. 
En 1168, Kilic Arslan II chasse Dhu'l-Nun de la région de Tzamandos, laquelle est incluse dans le sultanat de Roum. Quand le sultan divise celui-ci entre ses fils, Tzamandos échoit à Tughril ibn Kılıç Arslan II. Le destin de la ville est alors méconnu, jusqu'en 1230, où des opérations de restauration sont entreprises, pour renforcer son rôle stratégique sur une voie commerciale qui passe également par Elbistan. Il semble que Tzamandos sert alors aussi de prison et reçoit le nom de Melik Gazi. Finalement, la ville périclite sous les Ottomans pour ne devenir qu'un simple village. 

## Sources
- (en) Alexander Beihammer, Byzantium and the Emergence of Muslim-Turkish Anatolia, Ca. 1040-1130, Taylor & Francis, 2017 (ISBN 978-1351983860)
- (en) Alexander Kazhdan (dir.), Oxford Dictionary of Byzantium, New York et Oxford, Oxford University Press, 1991, 1re éd., 3 tom. (ISBN 978-0-19-504652-6 et 0-19-504652-8, LCCN 90023208)
- (en) T.A. Sinclair, Eastern Turkey: An Architectural & Archaeological Survey, Volume II, Pindar Press, 1989 (ISBN 978-0-907132-33-2)